# Џорџ Смит (хемичар)
Џорџ Пирсон Смит (енгл. George Pearson Smith, рођен 10. марта 1941) је амерички биолог и добитник Нобелове награде за хемију. Он је професор емеритус биолошких наука на Мисуријском универзитету у Коламбији, Мисури, САД. Добио је Нобелову награду за хемију 2018. године уз Френсис Арнолд и Грега Винтера.